# Ултимо
У̀лтимо (на италиански: Ultimo; на немски: Ulten, Ултен) е община в северна Италия, провинция Южен Тирол, регион Трентино-Южен Тирол. Административен общински център е село Санта Валпурга (Santa Valpurga; на немски: Sankt Walburg, Санкт Валбург). Разположна е на 1.190 m надморска височина. Населението на общината е 2.923 души (към 28 февруари 2010).

## Език
Официални общински езици са и италианският и немският. Най-голямата част от населението говори немски.
| %     | Роден език      |
| 0,85  | Италиански език |
| 99,15 | Немски език     |